# 세상의 기원 (회화)
《세상의 기원》(프랑스어: L'Origine du monde)은 1866년 프랑스의 화가 귀스타브 쿠르베가 그린 작품이다. 침대에 누워 다리를 벌리고 있는 나체의 여성의 외음부와 복부를 근접 촬영한 듯한 시점에서 묘사하고 있다. 세상의 모든 것이 여기서부터 비롯되었다는 것을 대담하게 그려낸 사실주의적 회화로서 현재는 오르세 미술관에 소장 중이다.

## 역사

### 모델의 정체

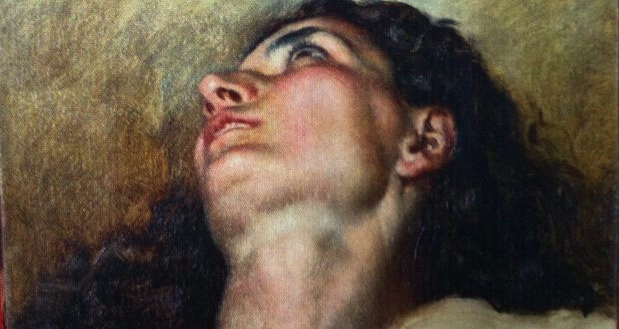
《세상의 기원》의 상단 추정 그림

미술사학자들은 수년간 쿠르베의 《세상의 기원》 모델이 그가 가장 선호하던 모델인 조안나 히퍼넌, 즉 조였을 것이라고 추측해 왔다. 당시 조의 연인은 쿠르베의 친구이자 미국 화가인 제임스 휘슬러였다.

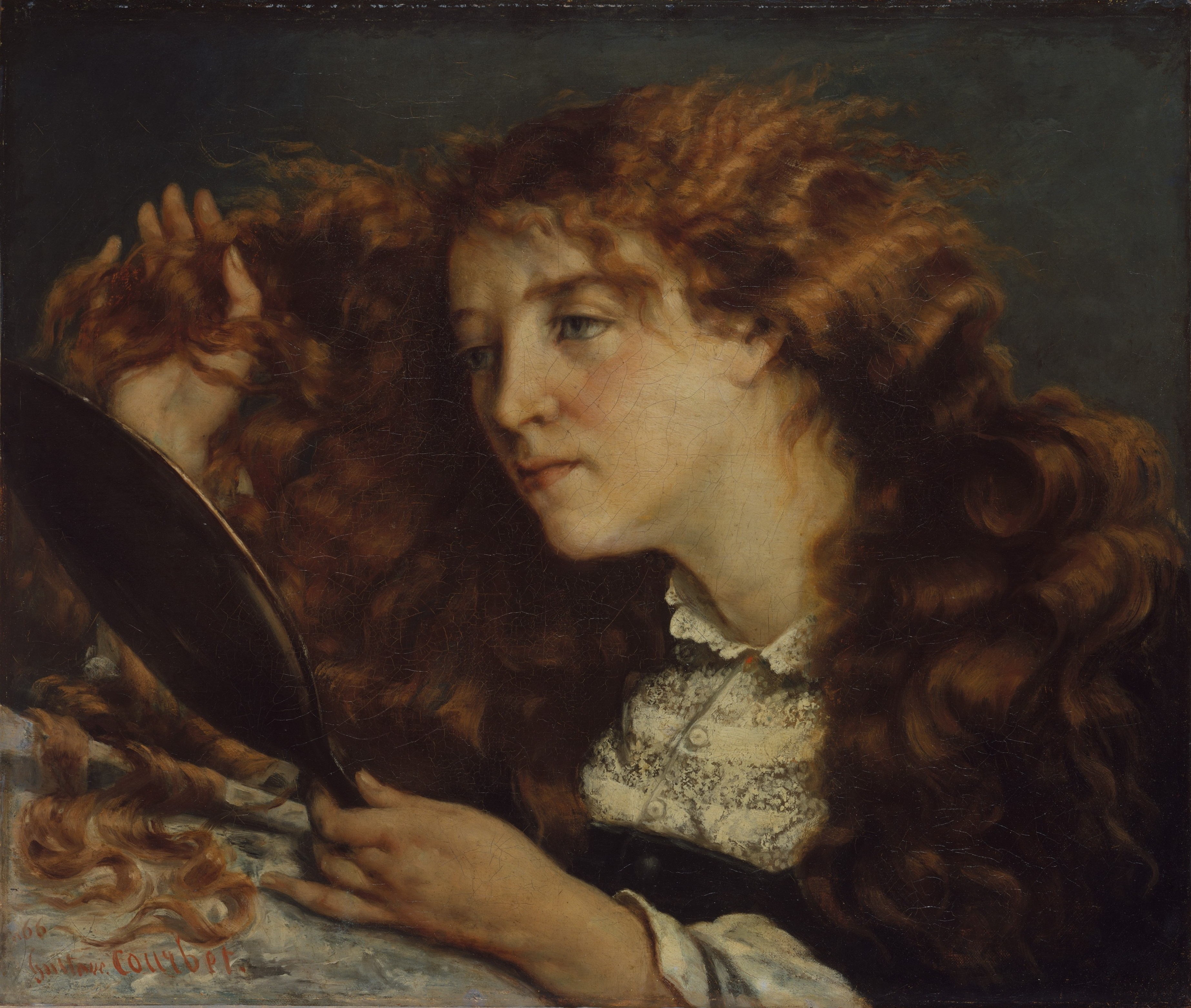
쿠르베의 《조, 아름다운 아일랜드 여인》: 《세상의 기원》의 추정 모델 조안나 히퍼넌

히퍼넌은 1865~66년에 그려진 쿠르베의 네 점의 초상화 연작 《조, 아름다운 아일랜드 여인》의 주인공이었다. 그가 《세상의 기원》의 모델이었을 가능성이나 쿠르베와 연인 관계였을 가능성은 얼마 후 쿠르베와 휘슬러가 급격히 절교한 이유를 설명할 수 있을 것이다. 히퍼넌의 붉은 머리카락이 《세상의 기원》의 더 어두운 음모와 대비됨에도 불구하고, 히퍼넌이 모델이었다는 가설은 계속되고 있다. 붉은 머리 여성에 대한 연구가인 재키 콜리스 하비는 여성의 체모로 볼 때 쿠르베의 《잠》에서 히퍼넌과 함께 그려진 갈색 머리 여성이 더 명백한 후보일 수 있다고 제안하며, 히퍼넌과의 동일시는 붉은 머리 여성의 에로틱하고 성적인 이미지에 크게 영향을 받았다고 주장한다.

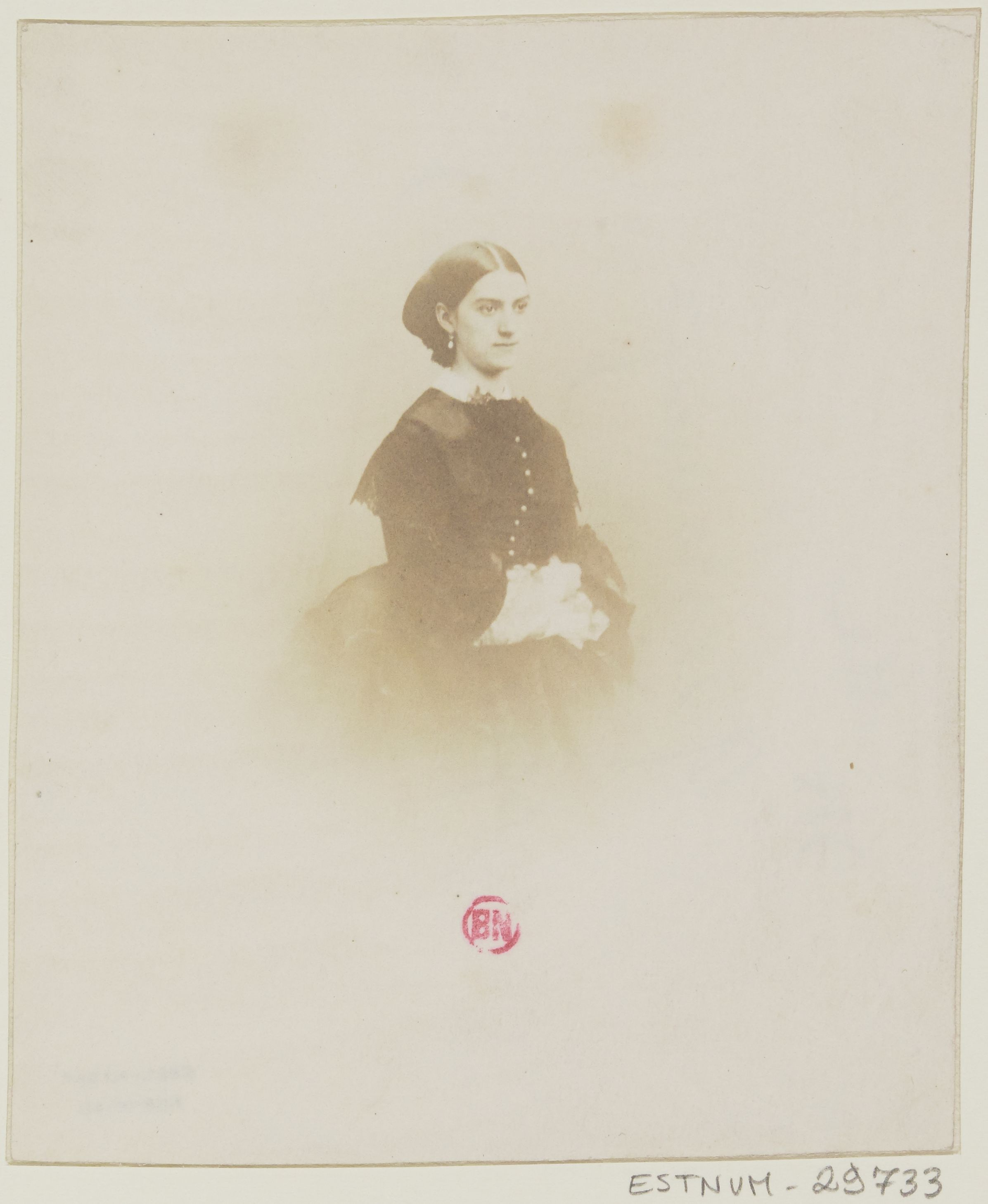
《세상의 기원》의 추정 모델, 콘스탄스 케니오

2013년 2월, 《파리 마치》는 쿠르베 전문가 장자크 페르니에가 젊은 여성의 머리와 어깨를 그린 그림이 《세상의 기원》의 상단 부분임을 입증했다고 보도했다. 이 부분은 일부 주장에 따르면 원작에서 절단된 것이라고 한다. 페르니에는 2년간의 분석 결과를 토대로 이 머리 부분이 다음 판 쿠르베 카탈로그 레조네에 추가될 것이라고 밝혔다. 오르세 미술관은 《세상의 기원》이 더 큰 작품의 일부가 아니었다고 밝혔다. 《데일리 텔레그래프》는 "프랑스 미술 연구 센터 CARAA(예술 및 고고학 분석 연구 센터)의 전문가들이 원래의 나무 틀이 만든 홈과 캔버스 자체의 결이 일치하는 선을 통해 두 그림을 정렬할 수 있었다"고 보도했다. CARAA에 따르면, 19세기 후반의 전통적인 안료로 확인된 안료 분석을 수행했다. CARAA가 보고한 다른 결론은 없었다. 《파리 마치》가 보도한 주장에 대해 《르 몽드》의 미술 평론가 필리프 다겡은 의심스럽다고 평가하며, 화풍의 차이를 지적하고 캔버스의 유사성은 같은 가게에서 구입했기 때문일 수 있다고 언급했다.
그러나 문서상의 증거는 이 그림을 파리 오페라의 전직 무용수이자 그림을 의뢰한 오스만 제국의 외교관 할릴 셰리프 파샤(할릴 베이)의 정부였던 콘스탄스 케니오와 연결 짓고 있다. 역사학자 클로드 쇼프와 프랑스 국립도서관 판화부장 실비 오베나에 따르면, 이 증거는 알렉상드르 뒤마 피스와 조르주 상드 사이의 서신에서 발견된다. 또 다른 잠재적 모델로는 할릴 셰리프 파샤의 또 다른 정부였던 마리안 드투르베가 있다.

### 소유자
오스만 제국의 외교관인 할릴 셰리프 파샤(할릴 베이)는 파리로 이주한 직후 이 작품을 의뢰한 것으로 여겨진다. 샤를 오귀스탱 생트뵈브가 그를 쿠르베에게 소개했고, 그는 자신의 에로틱한 그림 개인 컬렉션에 추가할 그림을 주문했다. 그의 컬렉션에는 이미 앵그르의 《터키탕》과 쿠르베의 또 다른 그림인 《잠》이 포함되어 있었는데, 《잠》의 모델 중 한 명이 히퍼넌이었을 것으로 추정된다.
할릴 베이의 재정이 도박으로 파탄 난 후, 이 그림은 일련의 개인 컬렉션을 거쳤다. 1868년 할릴 베이 컬렉션 판매 당시 골동품 상인 앙투안 들라나르드가 처음 구입했다. 에드몽 드 공쿠르는 1889년 한 골동품 상점에서 이 그림을 발견했는데, 눈 덮인 풍경 속 성이나 교회를 그린 나무 판넬 뒤에 숨겨져 있었다. 쿠르베 카탈로그 레조네 2권을 출판하고 쿠르베 미술관을 설립한 로베르 페르니에에 따르면, 헝가리 수집가 허트버니 페렌츠 남작이 1910년 베르냉죈 갤러리에서 이 그림을 구입하여 부다페스트로 가져갔다. 제2차 세계 대전 말, 소련군이 이 그림을 약탈하였지만 나중에 허트버니가 몸값을 지불하고 되찾았다. 허트버니는 1947년 공산주의 정권 수립 직전의 헝가리를 떠났다. 그는 단 한 점의 예술 작품만을 가지고 떠날 수 있었고, 《세상의 기원》을 선택하여 파리로 가져갔다.
1955년 《세상의 기원》은 경매에서 150만 프랑(당시 약 4,285 달러 가치)에 팔렸다. 새 소유주는 정신분석학자 자크 라캉이었다. 그와 그의 아내인 배우 실비아 바타유는 이 그림을 기트랑쿠르에 있는 부부의 시골집에 설치했다. 라캉은 그의 의붓형제인 앙드레 마송에게 이중 바닥 프레임을 만들고 그 위에 다른 그림을 그리도록 요청했다. 마송은 《세상의 기원》의 초현실주의적이고 암시적인 버전을 그렸다.
뉴욕 대중은 1988년 브루클린 미술관에서 열린 《재조명된 쿠르베》 전시회에서 《세상의 기원》을 볼 기회를 가졌다. 또한 2008년 메트로폴리탄 미술관의 《구스타브 쿠르베》 전시회에도 이 그림이 포함되었다. 1981년 라캉이 사망한 후, 프랑스 경제재정부는 가족의 상속세를 작품 양도로 대신 납부하는 방식(프랑스 법률상 "현물 출자")을 통해 이 작품을 오르세 미술관으로 이전하는 데 동의했다. 이전은 1995년에 최종 완료되었다.

### 도발적인 작품
19세기 동안 나체의 전시는 혁명을 겪었는데, 그 주요 활동가는 쿠르베와 마네였다. 쿠르베는 학술적 회화와 그것의 부드럽고 이상화된 누드를 거부했지만, 동시에 제2제정 시대의 위선적인 사회 관습을 직접적으로 비난했다. 당시에는 신화적이거나 몽환적인 그림에서 에로티시즘과 심지어 포르노그래피까지도 용인되었다.
쿠르베는 후에 자신의 그림에서 결코 거짓말을 하지 않았다고 주장했으며, 그의 사실주의는 전시 가능한 것의 한계를 밀어붙였다. 《세상의 기원》에서 그는 마네의 《올랭피아》의 에로티시즘을 더욱 노골적으로 표현했다. 막심 뒤 캉은 가혹한 비난 속에서 이 작품의 구매자를 방문한 경험과 "사실주의의 마지막 말을 전하는" 그림을 본 경험을 보고했다.

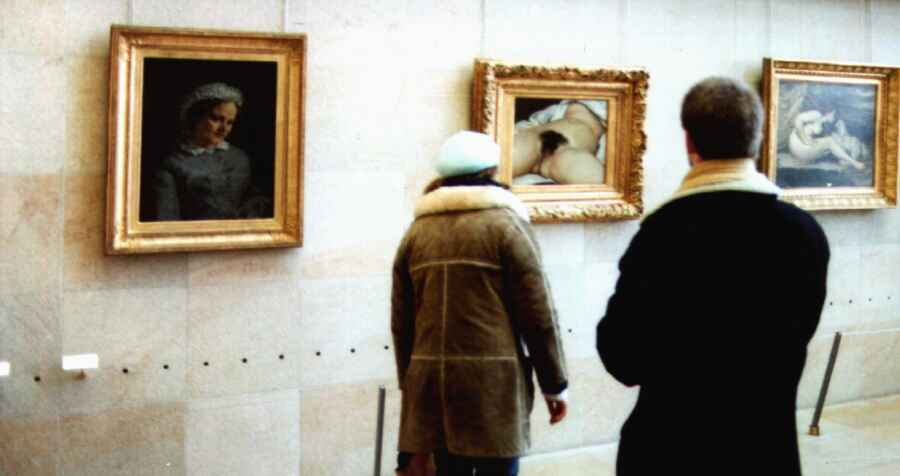
오르세 미술관에 전시된 《세상의 기원》

그 사실적이고 노골적인 나체성의 본질로 인해, 이 그림은 여전히 충격을 주고 검열을 촉발할 수 있는 힘을 가지고 있다.
쿠르베 시대 이후 특히 사진과 영화의 영향으로 나체의 예술적 전시에 관한 도덕적 기준과 그로 인한 금기가 변화했음에도 불구하고, 이 그림은 여전히 도발적으로 남아있다. 오르세 미술관에 이 그림이 도착했을 때는 대중에게 큰 흥분을 불러일으켰다. 엽서 판매량에 따르면, 2007년 《세상의 기원》은 르누아르의 《물랭 드 라 갈레트의 무도회》 다음으로 오르세 미술관에서 두 번째로 인기 있는 그림이었다.
일부 비평가들은 묘사된 신체가 (주장되어 온 것처럼) 생동감 있는 여성의 에로틱한 초상이 아니라 시체라고 주장한다. "《세상의 기원》은 완전한 여성의 신체를 나타내는 것이 아니라 오히려 프레임에 의해 잘린 신체의 일부분을 나타낸다 [...]. 창백한 피부와 신체를 둘러싼 장례용 거즈는 죽음을 암시한다."

### 참고문헌
- Dagen, Philippe (1995년 6월 21일). “Le Musée d'Orsay dévoile L'Origine du monde”. 《Le Monde》.
- Dagen, Philippe (1996년 10월 22일). “Sexe, peinture et secret”. 《Le Monde》.
- Du Camp, Maxime (1878). 《Les Convulsions de Paris》 (프랑스어). II: Épisodes de la Commune. Paris: Hachette.
- Lechien, Isabelle Enaud (1995). 《James Whistler》. ACR Édition.
- Guégan, Stéphane; Michèle Haddad. 《L'ABCdaire de Courbet》. Flammarion.
- Noiville, Florence (1994년 3월 25일). “Le retour du puritanisme”. 《Le Monde》.
- Savatier, Thierry (2006). 《L'Origine du monde, histoire d'un tableau de Gustave Courbet》. Paris: Bartillat.
- Schlesser, Thomas (2005). 〈L'Origine du monde〉. 《Dictionnaire de la pornographie》. Paris: Presses Universitaires de France.
- Teyssèdre, Bernard (1996). 《Le roman de l'Origine》. Paris: Gallimard.
- Uparella, Paola; Jauregui, Carlos A. (2018). “The Vagina and the Eye of Power (Essay on Genitalia and Visual Sovereignty)”. 《H-Art》 3 (3): 79–114. doi:10.25025/hart03.2018.04.